# Ružičastonogi zovoj
Ružičastonogi zovoj (lat. Puffinus creatopus) je vrsta morske ptice iz porodice zovoja. Duga je 48 cm, s rasponom krila od 109 cm. Polimorfična je, ima i tamnije i svjetlije faze populacije. 
Pelagična je, pojavljuje se u Tihom oceanu. Gnijezdi se uglavnom u Čileu, odnosno na čileanskom otoku Mocha. Hrani se ribama, lignjama i rakovima. Kolonijalno se gnijezdi u jazbinama. Prirodni neprijatelji su joj mačke i štakori.

## Vanjske poveznice
|  | Zajednički poslužitelj ima još gradiva o temi Ardenna creatopus |
|  | Wikivrste imaju podatke o taksonu Ardenna creatopus             |